# 75841 Brendahuettner
75841 Brendahuettner este o planetă minoră (asteroid) din centura de asteroizi. A fost descoperită pe 30 ianuarie 2000 la Catalina Station⁠(d) de Catalina Sky Survey. 
Obiectul prezintă o orbită caracterizată de o semiaxă mare de 2,5842243209328 UAi, o excentricitate de 0,19, o înclinație de 3,5 ° în raport cu ecliptica.